# Steven (Moorsel)
Steven (ook: Kruisabeel of Spruithoek en historisch bekend als Gevergem) is een gehucht van de tot de Oost-Vlaamse gemeente Aalst behorende plaats Moorsel.
Deze plaats, gelegen tussen Moorsel, Wieze en Baardegem, bezit de Stevenkapel uit 1912.